# 김도국
김도국은 대한민국의 만화가이다. 필명인 도국으로 알려져 있다.

## 작품
- 《스펙트럼 분석기》 (2012년~2013년, 네이버 웹툰)
- 《피자와 꽃》 (레진 코믹스)